# Townhouse Studios
Townhouse Studios (ufficialmente The Town House) fu uno studio di registrazione in West End. Creato da Richard Branson nel 1978, e gestito da Barbara Jeffries fu parte della Virgin Studios Group. Il Virgin Studios Group fu acquisito dalla EMI quando Richard vendette la Virgin Records alla EMI nel 1992. Il Sanctuary Group comprò lo studio dalla EMI nel 2002. Al Stone, ingegnere del suono e produttore che lavorò alla The Town House, guidò lo studio fino al 2006 per la Sanctuary, il tempo di vederlo chiuso dalla Universal nell'aprile 2008 dopo buy-out di Sanctuary. L'edificio ha tre sale di registrazione, numerate 1, 2 e 4: il numero 3 fu il The Who Ramport Studios.
Artisti che hanno registrato al Townhouse Studios sono Elton John, Queen, Phil Collins, The Jam, Asia, Bryan Ferry, Coldplay, Muse, Duran Duran, Jamiroquai, Kylie Minogue, Oasis, XTC, Robbie Williams e Joan Armatrading. Lo Studio 2 "Stone Room" fu un posto popolare in quanto ebbe luogo la registrazione del suono di batteria prodotto da Hugh Padgham nel 1980, mentre elaborava il suono registrato da Phil Collins per In the Air Tonight, uno dei brani più popolari di sempre. Claudio Baglioni ha registrato parte delle basi del disco La vita è adesso del 1985, l’album più venduto di tutti i tempi in Italia, per poi completare il lavoro ai Manor Studios e negli Abbey Road.
The Town House ebbe una relazione diretta con l'azienda Solid State Logic, essendo lo studio uno dei primi al mondo e il primo nel Regno Unito a installare una console serie B. Il 1000º esemplare di console prodotta dalla SSL fu installata nello studio 1. La console SSL B mixing desk è ancora presente.
Studio One fu originariamente fornita di un 72 tracce Helios.
Studio 1 fu originariamente fornito di console a 40 tracce Helios e Alison computer mixdown system.
Nel luglio 1984 Townhouse 3 fu aperto, il vecchio Ramport studio a Battersea, comprato dagli Who, l'Helios del Townhouse 1 venne installato la, rimpiazzando un Neve, successivamente l'Helios venne a suo volta sostituito da un altro Neve.